# 1871
Промислова революція •  Національно-визвольні рухи • Робітничий рух •  Колоніальні імперії

## Геополітична ситуація
У Росії царює імператор Олександр II (до 1881). Російській імперії належить більша частина України, значна частина Польщі, Грузія, Закавказзя, Фінляндія, Бухарське ханство. Україну розділено між двома державами — Королівство Галичини та Володимирії належить Австрії, Правобережжя, Лівобережжя та Крим — Російській імперії.
В Османській імперії править султан Абдул-Азіз (до 1876). Під владою османів перебувають Близький Схід та Єгипет, Середземноморське узбережжя Північної Африки, Болгарія. Васалами османів є Сербія та Боснія, Волощина та Молдова.
В Австро-Угорщині править Франц-Йосиф I (до 1916). Імперія охоплює, крім австрійських та угорських земель, Хорватію, Трансильванію, Богемію. Німецьку імперію очолює Вільгельм I (до 1888). Королівство Баварія — Людвіг II (король Баварії) (до 1886).
У Франції править Третя французька республіка. Франція має колонії в Алжирі, Карибському басейні, Південній Америці в Індокитаї та Індії. Король Іспанії — Амадей I (до 1873). Іспанії належать частина островів Карибського басейну, Філіппіни. У Португалії править Луїш I (до 1889). Португалія має володіння в Африці, Індії, Індійському океані й Індонезії.
У Великій Британії триває Вікторіанська епоха — править королева Вікторія (до 1901). Британія має колонії в Північній Америці, на Карибах, на півдні Африки та в Індії. Королівство Нідерланди очолює Віллем III (до 1890). Король Данії та Норвегії — Кристіан IX (до 1906), на шведському сидить Карл XV (до 1872). Королівство Італія очолює Віктор Емануїл II (до 1878).
Бразильську імперію очолює Педру II (до 1889). Посаду президента США обіймає  Улісс Грант. Територію на півночі північноамериканського континенту займає Канадська конфедерація (домініон Великої Британії), територія на півдні континенту належить Мексиці.
В Ірані при владі Каджари. Владу над Індостаном утримує Британська корона. У Бірмі править династія Конбаун, у В'єтнамі — династія Нгуєн, у Сіамі — династія Чакрі. У Китаї володарює Династія Цін. У Японії триває період Мейдзі.

## Події

### В Україні
- У Коломиї почав виходити двотижневик «Русская Рада».
- Омелян Партицький надрукував «Руску читанку для нижчих кляс середніх шкіл».

### У світі
- 18 січня відбулося об'єднання Німеччини, проголошено Німецьку імперію.
- 18 березня утворилася Паризька комуна.
- 21 березня Отто фон Бісмарк став канцлером Німецької імперії.
- 10 травня укладено Франкфуртський мир, що встановив новий кордон між Німеччиною та Францією.
- 28 травня французькі урядові війська розгромили Паризьку комуну.
- 31 серпня Адольф Тьєр став президентом Франції.
- 10 листопада Генрі Мортон Стенлі знайшов у Африці Девіда Лівінгстона.

### У суспільному житті
- Фінеас Тейлор Барнум створив у Нью-Йорку цирк, який назвав найбільшим шоу на Землі.
- 29 червня у Великій Британії легалізовано профспілки.
- Прокладено телеграфний кабель між Великою Британією та Австралією.

### У науці
- Чарльз Дарвін опублікував працю «Походження людини й статевий добір».
- Генріх Шліман почав розкопки Трої.
- Джеймс Клерк Максвелл висунув ідею демона Максвелла та сформулював співвідношення Максвелла.
- Лорд Релей описав релеївське розсіювання.
- Вільям Стенлі Джевонс започаткував неокласичну економіку.

### У мистецтві
- Люїс Керролл видав книгу «Аліса в Задзеркаллі».
- Джордж Еліот почала друкувати роман «Міддлмарч».
- Артюр Рембо написав поему «П'яний корабель».
- Еміль Золя опублікував роман «Щастя Ругонів».
- Відбулася прем'єра опери Джузеппе Верді «Аїда».
- У Лондоні відкрився Королівський Альберт-гол.

### У спорті
- Почався розіграш першого кубка Футбольної асоціації.
- Організовано Регбійний футбольний союз.
- Шотландія перемогла Англію в першому міжнародному матчі з регбі.

## Засновані
- Саумалколь (колишнє Володарське) Казахстану

## Народились
Див. також Категорія:Народились 1871
- 15 січня — Агатангел Юхимович Кримський, український історик, письменник, перекладач, один з організаторів Академії Наук України (1918)
- 25 січня — Микола Олексійович Скрипник, український політичний і державний діяч, голова раднаркому більшовицької УНР (1918—1919 рр.)
- 12 лютого — Лесь Мартович, український письменник.
- 25 лютого — Леся Українка, видатна українська поетеса (пом. 1913)
- 5 березня — Роза Люксембург, німецька ліворадикальна політична діячка, одна із засновниць компартії Німеччини
- 27 березня — Генріх Манн, німецький письменник, есеїст, драматург
- 9 травня — Володимир Гнатюк, український етнограф, фольклорист, літературознавець, академік. Автор праць з етнографії лемків.
- 14 травня — Василь Семенович Стефаник, український письменник
- 5 липня — Філарет Колесса, український етнограф, фольклорист, композитор, музикознавець і літературознавець (пом. 04.03.1947)
- 10 липня — Марсель Пруст, французький письменник
- 13 серпня — Карл Лібкнехт, один із засновників Компартії Німеччини
- 19 серпня — Орвілл Райт, американський авіатор
- 27 серпня — Теодор Драйзер, американський письменник
- 30 серпня — Е. Резерфорд, британський фізик, лауреат Нобелівської премії (1908)
- 30 вересня — Григорій Кузневич, український скульптор, художник
- 6 грудня — Вороний Микола Кіндратович, український письменник, перекладач, поет, режисер, актор

## Померли
- 4 лютого 3-й Імам Дагестану і Чечні Шаміль

Див. також Категорія:Померли 1871